# Elizabeth Hillman
Elizabeth Marjorie Clare Hillman (geb. vor 1980) ist eine britische Physikerin. Sie ist Professorin für Biomedical Engineering und Radiologie an der Columbia University in New York.

## Ausbildung
Hillman studierte Physik am University College London und erwarb 1998 einen kombinierten B.Sc.- und M.Sc.-Abschluss. 2002 promovierte sie zur PhD in Medizinphysik und Bioengineering mit einer Dissertation zum Thema Experimental and theoretical investigations of near infrared tomographic imaging methods and clinical applications. Für ihre Arbeit setzte sie Computertomographie zur dreidimensionalen Darstellung von biologischen Geweben ein.

## Karriere
Hillman trat 2003 ein Postdoc-Forschungsstipendium am Massachusetts General Hospital in Boston an. 2006 wurde sie zur Assistenzprofessorin an der Columbia University ernannt. Sie richtete ein Labor für Functional Optical Imaging ein und entwickelte neue Techniken zur In vivo-Bildgebung mittels Kontrastverstärkung auf molekularer Ebene. Sie meldete Dynamic Contrast, das vielfach ausgezeichnet und durch zahlreiche Forschungsförderungen unterstützt wurde, in Kooperation mit Cri (heute PerkinElmer) zum Patent an.
Seit 2017 ist sie Professor für Biomedical Engineering und für Radiology an der Columbia University und seit 2020 außerdem Herbert and Florence Irving Professur am Mortimer Zuckerman Mind Brain Behavior Institute der Columbia University.

## Forschungsschwerpunkte
Hillman entwickelte Werkzeuge für die Hochgeschwindigkeitsdarstellung der Aktivitäten im gesamten Gehirn. Sie leistete Pionierarbeit bei der Entwicklung der SCAPE-Mikroskopie (Swept, Confocally-Aligned Planar Excitation), die Lichtscheibenmikroskopie und laserbasierte Konfokalmikroskopie kombinierte. Die Technik benutzt ein einziges Objektiv um Fluoreszenz in einer Probe auszulösen und aufzuzeichnen. Außerdem entwickelte sie einen optischen Laminartomographen und spezifische Anwendungen der Multiphotonenmikroskopie.

## Sonstige Aktivitäten
Zusammen mit Francesco Pavone gründete Hillman 2015 das Optics and the Brain Topical Meeting in der Optical Society.

## Ehrungen
- 2007 Wallace H. Coulter Foundation Early Career Award[1]
- 2007 Human Frontier of Science Program Young Investigator Award[1]
- 2008 Columbia Rodriguez Junior Faculty Award[1][1][7]
- 2010 National Science Foundation Career award[1][16]
- 2011 Adolph Lomb Medal der Optical Society[1][17]
- 2017 Wahl in das American Institute for Medical and Biological Engineering[18]
- 2018 SPIE Biophotonics Technology Innovator Award[1]

## Veröffentlichungen (Auswahl)
- mit D. Goldblatt et al.: Neuronal birthdate reveals topography in a vestibular brainstem circuit for gaze stabilization in Current Biology 33(7), 2023, S. 1265–1281.e7
- mit R. W. Yan et al.: High-speed, high-content volumetric microscopy with sub-cellular resolution applied to cell-identity resolved C. elegans in Optics InfoBase Conference Papers, 2022, BM4C.4
- mit A. S. Abdelfattah et al.: Neurophotonic tools for microscopic measurements and manipulation: status report in Neurophotonics, 9(S1), 2022, S. 13001.
- Elizabeth M. C. Hillman: Out for Blood. In: Scientific American Mind. Vol. 25, Nr. 4, 12. Juni 2014, ISSN 1555-2284, S. 58–65, doi:10.1038/scientificamericanmind0714-58 (englisch).